# Teatro de la Ciudad de Puebla
El Teatro de la Ciudad es un recinto ubicado en el Centro Histórico de la Ciudad de Puebla sobre el Portal Hidalgo.

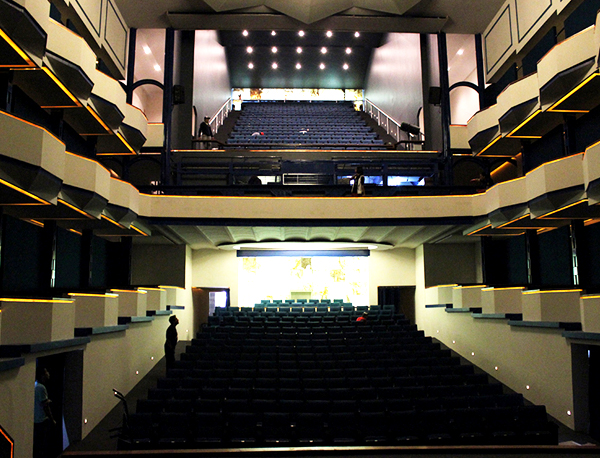
Interior del Teatro de la Ciudad de Puebla.

## Historia
El Teatro de la Ciudad de Puebla, se ubica en el Centro Histórico de la ciudad. Su construcción data de los años 1862 y 1868 por iniciativa del empresario poblano Ignacio Guerrero y Manzano e inaugurado el 12 de abril de 1868. Durante cuatro décadas este recinto acogió a diversas compañías de teatro y ópera de la época.
En 1909 el edificio fue consumido por un incendio y en 1928 comenzó su reconstrucción, luego fue conocido como “El Teatro Guerrero”. La reinauguración se llevó a cabo el 8 de octubre de 1931, la actuación que inició esta nueva etapa estuvo a cargo de “La Malquerida”, de Jacinto Benavente y con la actuación de la Primera Actriz María Teresa Montoya.
Hacia 1972, el Teatro Guerrero sufrió diversas modificaciones hasta convertirse en un cine, sin embargo, en 1993 el Ayuntamiento de Puebla lo adquirió, haciendo una restauración más que concluyó en 1996. Así nuevamente abrió sus puertas el día 6 de febrero de ese año bajo el nombre de “Teatro de la Ciudad”.

## Inmueble
El Teatro de la Ciudad se encuentra ubicado en Av. Juan de Palafox y Mendoza #14, sobre el Portal Hidalgo en el Centro Histórico de la Ciudad de Puebla. El espacio cuenta con un escenario de 10.4m por 6.30 m. y una capacidad para 697 personas.

### Rehabilitación del inmueble
En la administración municipal correspondiente a 2014-2018, el Instituto Municipal de Arte y Cultura de Puebla, en conjunto con la Dirección de Desarrollo Urbano y Obras Públicas, trabajó por la restauración del inmueble, donde se remodelaron sanitarios, camerinos, butacas, iluminación, entre otros. La reinauguración se llevó a cabo el 11 de septiembre de 2014 con la participación del Concierto Operístico de Bellas Artes.
Francisco Javier Zúñiga, secretario de la Dirección de Desarrollo Urbano y Obras Públicas, declaró que los trabajos de este inmueble tuvieron un costo de más de 9 millones de pesos como parte de los 100 días de gobierno, mismos que contemplaron áreas de escenario, donde se reforzaron las parrillas y se construyeron los puentes para su funcionamiento, además se edificó el ciclorama y se rehabilitaron las butacas, así como la colocación de alfombras para tráfico pesado, se colocó piso cerámico, muebles, lámparas, puertas y a la vez trabajos de pintura, de igual manera se rehabilitaron los sanitarios y camerinos.